# Марфа Апраксина
Марфа Матвејевна Апраксина (рус. Ма́рфа Матве́евна Апра́ксина, рођена 1664, умрла 11. јануара 1716) је била руска царица од 25. фебруара 1682. до 7. маја исте године, као жена цара Фјодора III Алексејевича.

## Биографија
Марфа је била ћерка Матвејева Васиљевича Апраксина, и имала је три брата Петра, Фјодора и Андреја, који су касније постали битне улоге у власти. Након што је Фјодор III остао без жене кренуо је у потрагу за новом, и Марфа је била добра прилика како би и сам консолидовао свој положај. То је одобрио митрополит Хиларион који је био близак породици Апраксин. Венчање тада 17-годишње Марфе и двадесетогодишњег Фјодора одржано је 25. фебруара 1682. године. Међутим она је званично царица била само 71 дан, јер Фјодор умире већ 7. маја од скорбута и Марта остаје удовица до краја живота. Живела је у Москви а затим у Санкт Петербургу у својој кући. Својим вештим потезима и понашањем, имала је веома чврст и поштован став на суду. Имала је поверење и поштовање за млађег брата њеног мужа Петра Великог. И она је имала поверење код уже царске породице од царице Параскеве и њене три ћерке. У децембру 1715. године Марта посећује болесног краља, али се убрзо и сама разболела и умрла. Сахрана царице је одржана 7. јануара 1716. по старом календару у катедрали Светог Петра и Павла у Санкт Петербургу.
Краљица Марта била је изузетно побожна жена, која је остала присталица старих ритуала. Она је последња члан краљевске породице, чија је сахрана извршена у складу са древним традицијама, које су садржане у нарицању над ковчегом покојника. После сахране Петар је издао декрет о забрани древних руских ритуала на сахранама.